# Kristen Hager
Kristen Hager (Red Lake, 2 gennaio 1983) è un'attrice canadese.

## Filmografia

### Cinema
- Io non sono qui (I'm Not There), regia di Todd Haynes (2007)
- Aliens vs. Predator 2 (Aliens vs. Predator: Requiem), regia di Greg e Colin Strause (2007)
- Wanted - Scegli il tuo destino (Wanted), regia di Timur Bekmambetov (2008)
- Leslie, il mio nome è il male (Leslie, My Name Is Evil), regia di Reginald Harkema (2009)
- Life, regia di Anton Corbijn (2015)

### Televisione
- Beach Girls - Tutto in un'estate (Beach Girls) - miniserie TV, regia di Paul Shapiro e Sandy Smolan (2005)
- The Listener - serie TV (2009)
- Le ragazze del Campus (Sorority Wars), regia di James Hayman - film TV (2009)
- CSI: Miami (2010)
- Ties That Bind (2010)
- Being Human (2011–2014)
- The Expanse (2015)
- Masters of Sex (2015)
- Gotham (2016)
- Law & Order: Unità vittime speciali (2017) guest star
- Condor (2018)
- Chicago Med (2020-2021)

## Doppiatrici italiane
Nelle versioni in lingua italiana delle opere in cui ha recitato, Kristen Hager è stata doppiata da:
- Barbara De Bortoli in Being Human, Chicago Med
- Francesca Fiorentini in Aliens vs. Predator 2, NCIS: New Orleans
- Elena Perino in Gotham, Condor
- Ilaria Stagni in Wanted - Scegli il tuo destino
- Claudia Catani in CSI: Miami
- Micaela Incitti in NCIS: Los Angeles
- Chiara Gioncardi in Life
- Angela Brusa in Valemont
- Francesca Manicone in Code Black
- Irene Di Valmo in What/If